# Голубиновка (Днепропетровская область)
Голубиновка (укр. Голубинівка) — село,
Проминьский сельский совет,
Солонянский район,
Днепропетровская область,
Украина.
Код КОАТУУ — 1225086202. Население по переписи 2001 года составляло 31 человек .

## Географическое положение
Село Голубиновка находится на левом берегу реки Грушевка,
ниже по течению на расстоянии в 2 км расположено село Константиновка.
На расстоянии в 1,5 км расположено село Акимовка.
По селу протекает пересыхающий ручей с запрудой.
Река в этом месте пересыхает, на ней сделано несколько запруд.